# Black Jack
För andra betydelser av detta begrepp, se Black Jack (olika betydelser)

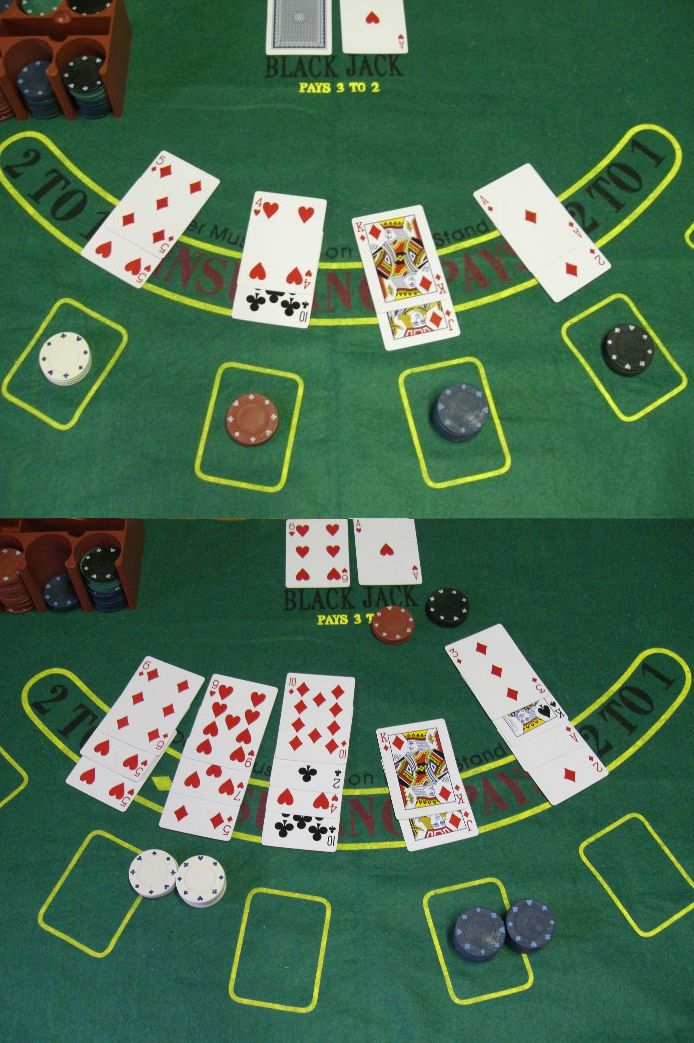
Övre bilden visar början av en blackjack-giv. Insatserna är lagda och de första korten utdelade. På den undre bilden är alla kort utdelade och de spelare som vunnit har fått sina vinster.

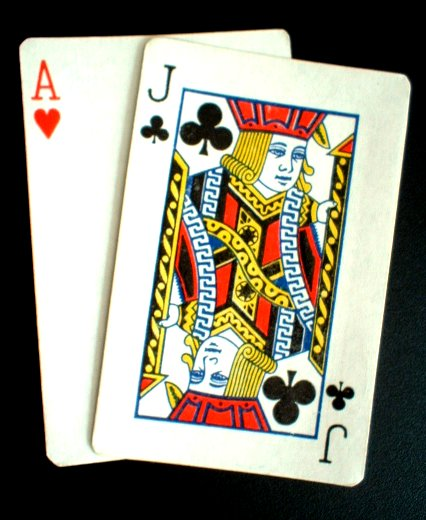
Blackjack

Black Jack är ett amerikanskt hasardspel som liknar Baccarat. En svensk variant av Black Jack är tjugoett. Black Jack förekommer ofta på kasinon.

## Spelet
Spelet går ut på att komma så nära talet 21 som möjligt utan att bli "tjock", det vill säga få över 21. Man måste dessutom ha bättre kort än dealern. Alla klädda kort är värda 10, ess är 11 eller 1. Om spelarens 2 första kort är ett ess och ett klätt kort/en 10:a kallas det Black Jack och ger en och en halv gånger insatsen, såvida inte dealern också får Black Jack. Får spelaren Black Jack, och dealern har ess som första kort kan spelaren välja att ta "jämna pengar", det vill säga få vinst lika stor som insatsen.  
Om både spelare och dealer har 17, 18 eller 19 så vinner dealern, har både spelare och dealer 20 eller 21 så blir det lika, dvs ingen vinst till spelaren men spelaren blir heller inte av med sin insats. Hos kasinon generellt gäller dock att 17, 18, 19, 20 eller 21 innebär "push", det vill säga att man behåller sin insats. Denna regel har ganska stor betydelse för bankens statistiska övertag, ett par procent.
Spelaren satsar valfritt belopp i sin spelruta före en giv. Det brukar finnas gränser både uppåt och nedåt. Dealern ger först ut två öppna kort till varje spelare. Till sig själv delar dealern ut ett kort.
Spelarna får nu välja om de vill ha fler kort eller stanna. När spelarna valt klart drar dealern kort. Dealern måste stanna på 17 eller bättre och ta kort om det är under 17. Dealen måste stanna även om denna har exempelvis ess och 6:a dvs 7/17.

### Olika regler för Black jack
Det är upp till varje kasino att sätta reglerna för Black Jack och idag finns över hundra olika varianter av spelet. De områden där reglerna varierar mellan olika kasinon är huvudsakligen följande:
- Antal kortlekar som används
- I vilken ordning korten delas ut till spelarna och dealern
- Splittning av kort
- Dubbling
- Dealern får mjuk 17
- Oavgjort
- Hur stor utbetalningen är för en Blackjack

## Antal kortlekar som används
Antalet kortlekar som används i Black Jack är normalt en, två, fyra, sex eller åtta. Hur många kortlekar som används påverkar bankens statistiska övertag. Ju färre kortlekar desto mindre övertag för banken, vilket har resulterat i att de kasinon som erbjuder Black Jack med få kortlekar ofta har särskilt strikta regler vid dessa bord, till exempel kan det vara förbjudet att dubbla efter splittning.

## Hur korten delas ut till spelarna och dealern
På kasinon utanför USA är det vanligt att dealern inte drar eller visar sitt andra kort innan samtliga spelare har fattat sina beslut. Att spelarna inte får se dealerns andra kort ökar bankens statistiska fördel med cirka 0,11%.

## Splittning av kort
När en spelare får två kort av samma valör är det i de flesta varianter av Blackjack tillåtet att splitta dem. Vissa varianter tillåter obegränsad splittning, det vill säga så länge spelaren fortsätter att få par kan hen välja att fortsätta splitta, men det är också vanligt att kasinon har ett tak för splittning, till exempel maximalt fyra splittningar av en enskild hand. Särskilda regler brukar tillämpas för splittning av ess och dubbling efter splittning.

### Dubbel och split
Om spelaren får 7, 8, 9, 10 eller 11 på grundgiven så kan hen välja att dubbla insatsen, vid just 11 rekommenderas alltid att dubbla. Då dubblar spelaren sin insats och får exakt ett kort till.
Har spelaren två kort med lika värde så kan spelaren splitta. Insatsen dubblas, de två korten separareras och spelas vidare som separata händer. Splittar man på två ess får man dock bara ett kort på varje med undantag för om det kommer ett ess till, då man kan välja att splitta en gång till. Man kan inte dubbla en splittad hand.

### Över och under
På en del bord finns det över- och underspel, då det finns två ringar under varje ruta där det står O (over) och U (under). Satsar man pengar på under så gäller det att man får under 13 på de två första korten, får man 13 eller över så vinner dealern. Får man under 13 vinner man lika mycket som sin insats. I över- och underspel räknas ess som 1. Får man två ess och har satsat i underrutan så vinner man en och en halv gånger insatsen.

## Strategi
För varje situation som kan uppstå i Black Jack finns det ett optimalt sätt för spelaren att spela. Genom att tillämpa denna grundläggande strategi, som kan sammanfattas i en enkel tabell, minskar spelaren kasinots övertag. Spelaren kan också förbättra sina odds genom att tillämpa korträkning. Korträkning är dock betydligt mindre effektivt i spel där mer än en kortlek används och även ännu mindre effektivt där en "shuffler" finns, vilket är vanligt.
Som i alla spel får kasinot i genomsnitt en viss andel av insatserna, så att spelarna i genomsnitt förlorar. Spelarna får tillbaka mellan 97% för en sämre spelare till 99,5% för en spelare som använder bästa strategi (men inte räknar kort) med internationella regler. Svenska restaurangkasinon har betydligt sämre odds.

## Kasino-husets fördel i Black Jack
För att kasinon skall kunna göra en vinst på spel som erbjuds måste det finnas en systematisk, inbyggd fördel för kasinot. Annars skulle spelen vara en fråga om ren tur och alla kasinon skulle med tiden ruineras.